# Route nationale 343
Die Route nationale 343, kurz N 343 oder RN 343, war eine französische Nationalstraße, die von 1933 bis 1973 von Desvres bis Saint-Pol-sur-Ternoise verlief. Auf 2 Kilometern ist sie von der N28 unterbrochen.